# Parc de Bourran
Pour les articles homonymes, voir Bourran (homonymie).
Le parc de Bourran est un parc français situé sur la commune de Mérignac, dans le département de la Gironde. Il a été conçu par le paysagiste Louis Le Breton. Le parc et le château sont inscrits aux Monuments historiques le 9 janvier 1992.

## Présentation

### Histoire
Le domaine comprend le château de Bourran.
L'ancien château a appartenu à François-Armand Saige, avocat général au Parlement de Bordeaux, commandant des gardes nationales en 1789 et maire de Bordeaux en 1791. Il est arrêté sous la Terreur et exécuté le 2 brumaire An II (octobre 1793) ; ses biens sont inventoriés en frimaire (décembre 1793). Cet inventaire permet de reconstituer ce que pouvait être le cadre de vie du château Bourran de l’époque ainsi que l'activité viticole du domaine. Le domaine produisait en effet entre 38 et 80 tonneaux de vins rouges classés dans les Graves, jusqu'à la crise du phylloxéra.
Le domaine est acquis à la fin du XIXe siècle par l'armateur Émile Ravesies et son gendre le banquier Piganneau qui, en 1869, font rebâtir la chartreuse selon les plans des architectes Jules et Paul Lafargue. Trois corps de logis à trois baies chacun coiffés d’un comble d’ardoise s’ouvrent sur le jardin. En 1890, ils chargent le paysagiste orléanais Louis Le Breton de dessiner le parc : l'arrivée de la Devèze débouche sur un étang ; des petits ponts sont aménagés ainsi qu'une porte décorative en pierre.
À partir de 1912 les terres à vignes sont loties pour laisser place au quartier Bourranville. Le château est occupé par les Allemands, puis la propriété est réquisitionnée en 1944 pour y installer l’école normale d’instituteurs avant de devenir en 1947 la propriété du Conseil Général de la Gironde. Le château est aujourd'hui le siège de l'institut national supérieur du professorat et de l'éducation d'Aquitaine. Le parc est communal. La Devèze est canalisée.

### Géographie

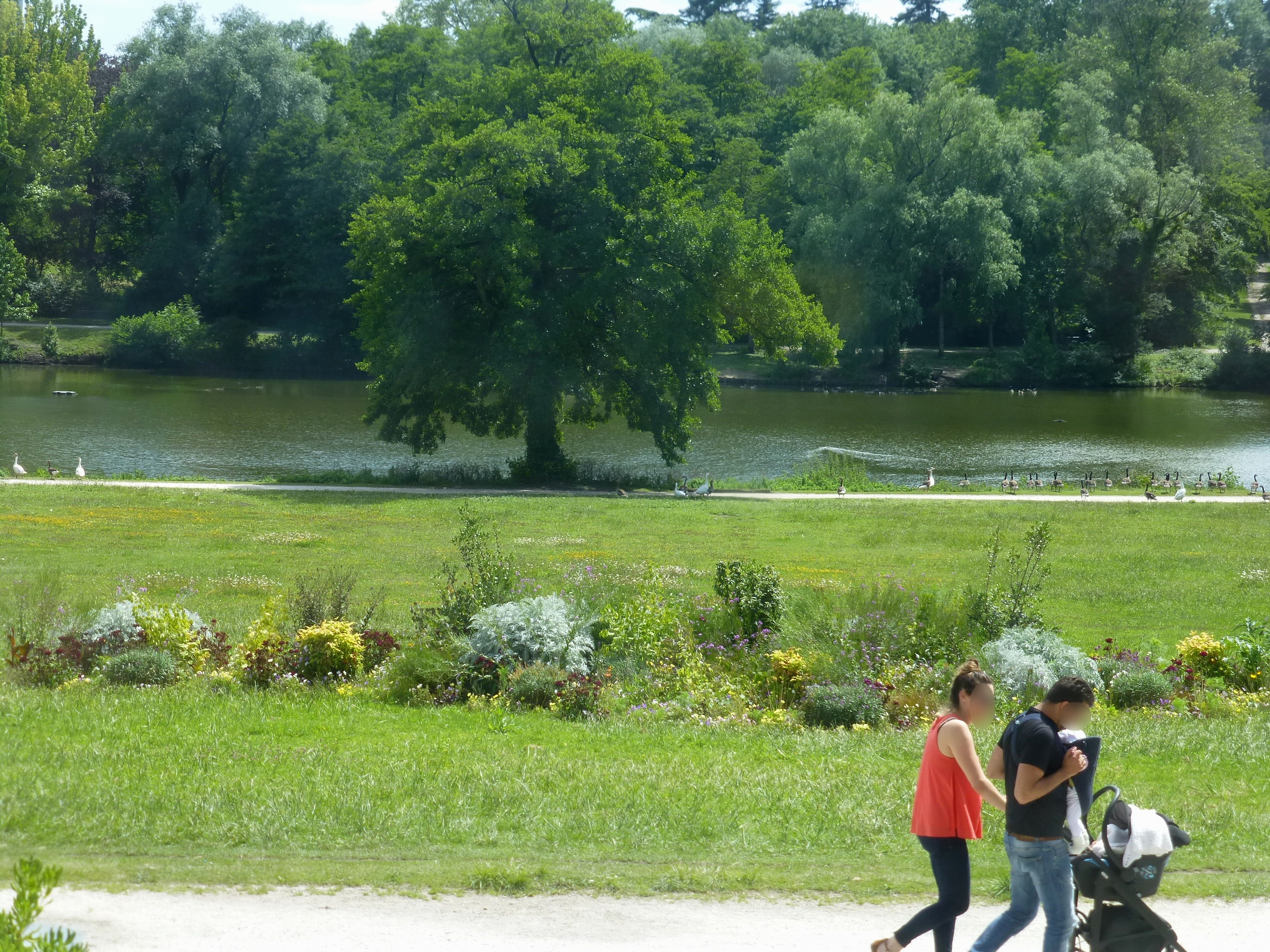
Aulne au bord de l'étang, juin 2016

Le Parc de Bourran s'étend actuellement sur 18 ha agrémentés d'un vaste plan d'eau alimenté par la Devèze, La rivière est enjambée par un pont romantique en fausse ruine et comporte une cascade artificielle. Sont présentes des essences variées et des pelouses à compositions florales. Le parc propose des aires de jeu et s'anime d'animaux exotiques.
Vingt-quatre essences, en grand nombre originaires des États-Unis, sont répertoriées dans le topoguide : aulne glutineux, caryer blanc, charme, cèdre de l'Atlas, cèdre de Californie, cèdre du Liban, cèdre de l'Himalaya, chêne à lattes ou chêne à feuilles de laurier, chêne chevelu ou chêne de Bourgogne, chêne rouge d'Amérique, chêne vert, copalme d'Amérique, cyprès chauve ou cyprès des marécages, frêne commun ou grand frêne, hêtre commun ou fayard, if commun, magnolia à grandes feuilles, métaséquoïa, orme de Sibérie, platane à feuilles d'érable, saule blanc, séquoïa géant, séquoïa toujours vert, véritable hêtre pourpre. Un système d'étiquetage avec nom vulgaire et nom scientifique permet de les identifier sur place.